# Кали, Ануар
Ануар Кали (нидерл. Anouar Kali; родился 3 июня 1991, Утрехт, Нидерланды) — нидерландский и марокканский футболист, выступающий на позиции полузащитника.

## Клубная карьера
Ануар родился в Утрехте, Нидерланды. Кали рос вместе с Родни Снейдером, братом известного полузащитник сборной Нидерландов — Уэсли Снейдера, и играл с ним в уличный футбол, прежде чем играть в различных молодежных клубах, таких как: ДОС, «Аякс» и «Элинквейк». Но только в «Утрехте», Кали начал свою профессиональную карьеру и подписал свой первый профессиональный контракт в 2010 году. 
Кали дебютировал за «Утрехт» 24 апреля 2011 года, став в качестве замены Нану Асаре в 84-й минуте, в победном матче с «Витессом». В конце сезона 2010/11 сыграл еще в двух матчах.